# Incheon
Incheon (koreanska: 인천), äldre namn Chemulpo (濟物浦), äldre transkribering Inchon, är en stad i nordvästra Sydkorea och är med sina 3,0 miljoner invånare landets tredje största. Staden är ett viktigt industricentrum, Seouls hamnstad och ligger inom huvudstadens storstadsområde. Incheons internationella flygplats finns också i området. Incheon utgör en administrativ enhet, gwangyeoksi (ungefär storstad), på samma nivå som landets provinser. Under Koreakriget landsteg FN-styrkor i Incheon för att öppna en andra front. Tillsammans med Busan är staden en av Sydkoreas två ekonomiska frizoner. De asiatiska spelen 2014 hölls i staden.

## Historia
Människor har funnits i området sedan neolitikum. Under tiden för Koreas tre kungariken var namnet på området Michuhol. Den genomgick ett antal namnbyten innan det nuvarande, som det fick 1413 av kung Taejong av Joseon. Den blev sedan ett distrikt under Goryeo. Hamnen i staden öppnade 1883. Staden fick storstadsstatus 1981.

## Geografi
Incheon är beläget vid Gula havet, 28 kilometer från Sydkoreas huvudstad, Seoul. Det högsta berget i området är Manisan, som är 469 meter över havet. De flesta bergen i området tar sig dock inte över 300 meter över havet. 
Det finns ett antal vattendrag i Incheon, varav den längsta är Gulpocheon.
Klimatet i området är relativt torrt. Det påverkas mycket av vindarna, som blåser säsongsvis. Den nordvästliga träffar staden på vintern, medan den sydvästliga upplevs på sommaren. Temperaturen brukar ligga på ungefär 10 °C. I januari brukar medeltemperaturen vara på -3 °C. I augusti brukar temperaturen vara ungefär 25 °C.

## Administrativ indelning
Incheon är indelad i åtta stadsdistrikt (gu) och två landskommuner (gun).

- Bupyeong-gu
- Dong-gu
- Gyeyang-gu
- Jung-gu
- Michuhol-gu
- Namdong-gu
- Seo-gu
- Yeonsu-gu
- Ganghwa-gun
- Ongjin-gun

De åtta stadsdistrikten är alla belägna på fastlandet, förutom den västra delen av Jung-gu som bland annat består av ön Yeongjongdo, där Incheons internationella flygplats är belägen.
Ganghwa-gun, som utgör mer än 40 procent av stadens totala yta, omfattar ön Ganghwado samt några andra öar i omedelbar närhet. Ganghwa-gun är beläget nordväst om Incheons centralort, och har maritim gräns mot Nordkorea.
Ongjin-gun omfattar en mängd mindre öar som ligger spridda i Gula havet i väster. Några av öarna i nordväst är belägna vid gränsen mot Nordkorea, varav den mest avlägsna är Baengnyeongdo, som samtidigt är Sydkoreas västligaste punkt.